# فاكوندو كابريرا
فاكوندو كابريرا (بالإسبانية: Facundo Cabrera)‏ هو لاعب كرة قدم أوروغواياني في مركز الوسط، ولد في 5 يونيو 1991 في Piriápolis ‏ في الأوروغواي. لعب مع أتيناس دي سان كارولس.

## وصلات خارجية
- فاكوندو كابريرا على موقع قاعدة بيانات كرة القدم.إي يو (الإنجليزية)
- فاكوندو كابريرا على موقع Soccerway.com (الإنجليزية)
- فاكوندو كابريرا على موقع عالم كرة القدم.نت (الإنجليزية)